# Гапонов Юхим Антонович
Юхим Антонович Гапонов (1886—1976) — український геолог, палеонтолог і гідрогеолог, професор Одеського університету.

## Життєпис
У 1912 році закінчив Одеський університет, де відтоді працював з перервами. У 1930—1933 роках — керівник сектора палеозоології Одеської філії Науково-дослідного Зоолого-біологічного інституту. Від 1933 року до кінця життя — професор кафедри геології і гідрогеології Одеського університету. Протягом 1945—1952 років — також декан геологічно-ґрунтознавчого факультету.